# Mecynostomella sigma
Mecynostomella sigma is een schietmot uit de familie Kokiriidae. De soort komt voor in het Australaziatisch gebied.